# Liste der Baudenkmäler in Saal an der Donau
Auf dieser Seite sind die Baudenkmäler in der niederbayerischen Gemeinde Saal an der Donau zusammengestellt. Diese Tabelle ist eine Teilliste der Liste der Baudenkmäler in Bayern. Grundlage ist die Bayerische Denkmalliste, die auf Basis des Bayerischen Denkmalschutzgesetzes vom 1. Oktober 1973 erstmals erstellt wurde und seither durch das Bayerische Landesamt für Denkmalpflege geführt wird. Die folgenden Angaben ersetzen nicht die rechtsverbindliche Auskunft der Denkmalschutzbehörde.
 Die Liste gibt den Fortschreibungsstand vom 31. August 2017 wieder und umfasst neunzehn Baudenkmäler.

## Baudenkmäler nach Ortsteilen

### Buchhofen
| Lage                             | Objekt                           | Beschreibung | Akten-Nr.             | Bild           |
| -------------------------------- | -------------------------------- | --- | --------------------- | -------------- |
| Teuertinger Straße 30 (Standort) | Katholische Kirche St. Mauritius | Saalkirche mit Satteldach und eingezogenem dreiseitig geschlossenem Chor, Chorflankenturm mit Spitzhelm, Chor und östliche Hälfte des Langhauses gotisch, Turmuntergeschoss romanisch, Turmobergeschoss und Langhauserweiterung 17./18. Jahrhundert; mit Ausstattung; Kirchhofmauer, wohl 17./18. Jahrhundert. | D-2-73-166-1 Wikidata | weitere Bilder |

### Einmuß
| Lage                  | Objekt                              | Beschreibung | Akten-Nr.             | Bild           |
| --------------------- | ----------------------------------- | --- | --------------------- | -------------- |
| Wirtsweg 2 (Standort) | Katholische Kirche Maria Immaculata | Saalkirche mit Satteldach und Kastenchor, 13./14. Jahrhundert, Chorturm mit mächtiger Zwiebelhaube, Obergeschoss barock, Langhaus im 19. Jahrhundert sowie 1921/22 von Theodor Mayer erweitert; mit Ausstattung; Kriegerkapelle, für die Gefallenen beider Weltkriege, kleiner rundbogig geöffneter Halbwalmdachbau mit Okulus, wohl 1920er Jahre. | D-2-73-166-2 Wikidata | weitere Bilder |

### Kleinberghofen
| Lage                        | Objekt    | Beschreibung                                                                                       | Akten-Nr.             | Bild |
| --------------------------- | --------- | -------------------------------------------------------------------------------------------------- | --------------------- | ---- |
| Kleinberghofen 1 (Standort) | Bildstock | Ädikulaförmiger Aufbau mit halbrund abschließendem Bildfeld, auf hohem Postament, 17. Jahrhundert. | D-2-73-166-3 Wikidata | BW   |

### Oberfecking
| Lage                       | Objekt      | Beschreibung                                                                                        | Akten-Nr.             | Bild |
| -------------------------- | ----------- | --------------------------------------------------------------------------------------------------- | --------------------- | ---- |
| Nähe Moosstraße (Standort) | Ortskapelle | Kleiner Satteldachbau mit eingezogenem Kastenchor und Dachreiter, 19. Jahrhundert; mit Ausstattung. | D-2-73-166-5 Wikidata | BW   |

### Obersaal
| Lage                        | Objekt                                                        | Beschreibung | Akten-Nr.              | Bild                                                          |
| --------------------------- | ------------------------------------------------------------- | --- | ---------------------- | ------------------------------------------------------------- |
| Hauptstraße 33 (Standort)   | Gasthof                                                       | Zweigeschossiger Krüppelwalmdachbau mit Ecklisenen und Segmentbogenfenstern, geschnitzte Tür, Fenstergitter bezeichnet mit „1862“. | D-2-73-166-6 Wikidata  | Gasthof                                                       |
| Hauptstraße 53 (Standort)   | Fabrikantenvilla, sogenannte Cetto-Villa                      | Mehrflügeliger zweigeschossiger Baukörper mit Walmdächern und Eingangspavillon, älterer Teil um 1910, Erweiterung in Formen der konservativen Moderne, 1923; Innenräume mit reicher Stuckornamentik, Ausstattung zum Teil erhalten; im Garten Skulpturen namhafter Münchner Bildhauer; Wasserturm, kastenförmiger Wasserbehälter mit Pyramidendach und Laterne, auf geböschtem Sockel, erstes Viertel 20. Jahrhundert. | D-2-73-166-21 Wikidata | Fabrikantenvilla, sogenannte Cetto-Villa                      |
| Nähe Hauptstraße (Standort) | Kriegergedächtniskapelle für die Gefallenen beider Weltkriege | Offene Halle mit korbbogigen Arkaden und Walmdach, mittlerer Knickgiebel; mit Ausstattung; in der Apsis Patrona Bavariae mit zwei Kriegern, neobarock, 1923. | D-2-73-166-20 Wikidata | Kriegergedächtniskapelle für die Gefallenen beider Weltkriege |
| Kirchplatz 4 (Standort)     | Katholische Pfarrkirche zur Schmerzhaften Muttergottes        | Saalkirche mit Satteldach und eingezogenem fünfseitig geschlossenem Chor, spätgotisch, Langhaus erweitert 1628, Chorflankenturm mit Spitzhelm, um 1870; mit Ausstattung; Seelenkapelle, Satteldachbau mit spitzbogigen Öffnungen, wohl spätgotisch; Kirchhofmauer, 16. bis 18. Jahrhundert, mit eingelassenen Epitaphen des 16./17. Jahrhunderts; Grabsteine des 19. und frühen 20. Jahrhunderts auf dem Friedhof.     | D-2-73-166-7 Wikidata  | weitere Bilder                                                |

### Oberschambach
| Lage                         | Objekt                           | Beschreibung | Akten-Nr.              | Bild           |
| ---------------------------- | -------------------------------- | --- | ---------------------- | -------------- |
| Bachler Straße 13 (Standort) | Wegkapelle                       | Kleiner Satteldachbau mit rundbogig geöffneter Vorhalle, zweite Hälfte 19. Jahrhundert; mit Ausstattung. | D-2-73-166-10 Wikidata | Wegkapelle     |
| Einmußer Straße 2 (Standort) | Katholische Kirche St. Sebastian | Saalkirche mit Satteldach und eingezogenem Kastenchor, Langhaus barock mit mittelalterlichen Teilen, 1719, Ostturm mit Treppengiebel, romanisch mit gotischem Obergeschoss; mit Ausstattung; Kirchhofmauer aus Bruchstein, wohl 18./19. Jahrhundert. | D-2-73-166-9 Wikidata  | weitere Bilder |

### Peterfecking
| Lage                      | Objekt                                | Beschreibung | Akten-Nr.              | Bild           |
| ------------------------- | ------------------------------------- | --- | ---------------------- | -------------- |
| Mühlgasse 8 (Standort)    | Wohnhaus einer Dreiseitanlage         | Erdgeschossig, in Jura-Bauweise mit Flachsatteldach, 18. Jahrhundert. | D-2-73-166-12 Wikidata | BW             |
| Petersweg 2 (Standort)    | Katholische Kirche St. Peter und Paul | Saalkirche mit Satteldach und leicht eingezogenem, halbrund geschlossenem Chor, turmartiger Giebelreiter mit Zwiebelhaube, 1738, unter Verwendung älterer Teile; mit Ausstattung.                 | D-2-73-166-11 Wikidata | weitere Bilder |
| Schloßstraße 9 (Standort) | Bauernhaus                            | Zweigeschossiger Walmdachbau mit Aufzugsgaube, erste Hälfte 19. Jahrhundert; Stadel hakenförmig angeschlossen, mit Walm- und Greddach und korbbogigem Einfahrtstor, erste Hälfte 19. Jahrhundert. | D-2-73-166-13 Wikidata | BW             |

### Reißing
| Lage                                  | Objekt                                | Beschreibung | Akten-Nr.              | Bild           |
| ------------------------------------- | ------------------------------------- | --- | ---------------------- | -------------- |
| Kellnerweg 5; Kellnerweg 3 (Standort) | Katholische Kirche St. Peter und Paul | Saalkirche mit Satteldach und eingezogenem, halbrund geschlossenem Chor, lebhaft geschwungene Fenster, 1739/40, Turm mit Lisenengliederung und Spitzhelm, neuromanisch, zweite Hälfte 19. Jahrhundert; mit Ausstattung; Kirchhofmauer, wohl 18. Jahrhundert. | D-2-73-166-14 Wikidata | weitere Bilder |

### Untersaal
| Lage                                | Objekt                         | Beschreibung | Akten-Nr.              | Bild           |
| ----------------------------------- | ------------------------------ | --- | ---------------------- | -------------- |
| Nähe Regensburger Straße (Standort) | Katholische Kirche St. Andreas | Zentralisierende Saalkirche, Doppelapsidenanlage mit Lisenengliederung, 1726–36 von Michael Wolf; mit Ausstattung. | D-2-73-166-15 Wikidata | weitere Bilder |
| Regensburger Straße 29 (Standort)   | Gasthof                        | Breitgelagerter zweigeschossiger Bau mit Kniestock und Flachsatteldach, in Jura-Bauweise, bezeichnet mit „1625“.   | D-2-73-166-16 Wikidata | Gasthof        |

### Unterschambach
| Lage                           | Objekt      | Beschreibung                                                               | Akten-Nr.              | Bild        |
| ------------------------------ | ----------- | -------------------------------------------------------------------------- | ---------------------- | ----------- |
| Nähe Bachler Straße (Standort) | Ortskapelle | Kleiner Steildachbau mit halbrunder Apsis und Dachreiter, 19. Jahrhundert. | D-2-73-166-17 Wikidata | Ortskapelle |

### Unterteuerting
| Lage                      | Objekt                             | Beschreibung | Akten-Nr.              | Bild            |
| ------------------------- | ---------------------------------- | --- | ---------------------- | --------------- |
| Ludwigstraße 8 (Standort) | Katholische Pfarrkirche St. Oswald | Saalkirche mit Satteldach und eingezogenem dreiseitig geschlossenem Chor, Chorflankenturm mit Spitzhelm, neugotisch, 1876/77; mit Ausstattung. | D-2-73-166-18 Wikidata | weitere Bilder  |
| Ludwigstraße 9 (Standort) | Gasthaus Konrad                    | Zweigeschossiger Flachsatteldachbau mit Kniestock in Jura-Bauweise, hofseitig mit Greddach, wohl Anfang 19. Jahrhundert.                       | D-2-73-166-19 Wikidata | Gasthaus Konrad |